# Kōtarō Fujiwara
Kōtarō Fujiwara (jap. 藤原 広太朗 Fujiwara Kōtarō; ur. 17 kwietnia 1990) – japoński piłkarz występujący na pozycji obrońcy. Obecnie występuje w Tokushima Vortis.

## Kariera klubowa
Od 2013 roku występował w klubie Tokushima Vortis.